# Phaea signaticornis
Phaea signaticornis là một loài bọ cánh cứng trong họ Cerambycidae.